# Daughter of Shanghai
Daughter of Shanghai is een Amerikaanse dramafilm uit 1937 geregisseerd door Robert Florey met in de hoofdrol Anna May Wong. De film was de meest succesvolle bioscoopfilm van 1937. De film was een van de weinige toentertijd waarin Amerikanen van Aziatische afkomst de hoofdrollen speelden. Het was ook een van de eerste films waar acteur Anthony Quinn in speelde. De film werd in 2006 opgenomen in de National Film Registry.

## Rolverdeling
| Acteur           | Personage      |
| ---------------- | -------------- |
| Anna May Wong    | Lan Ying Lin   |
| Charles Bickford | Otto Hartman   |
| Buster Crabbe    | Andrew Sleete  |
| Cecil Cunningham | Mrs. Mary Hunt |
| J. Carrol Naish  | Frank Barden   |
| Anthony Quinn    | Harry Morgan   |
| John Patterson   | James Lang     |
| Evelyn Brent     | Olga Derey     |
| Philip Ahn       | Kim Lee        |
| Fred Kohler      | Captain Gulner |
| Guy Bates Post   | Lloyd Burkett  |
| Virginia Dabney  | Rita           |
| Frank Sully      | Jake Kelly     |